# Acalolepta producta
Acalolepta producta là một loài bọ cánh cứng trong họ Cerambycidae.